# Beatriz de Mora i Solorzano
Beatriz de Mora Solorzano, coneguda com a Bea de Mora, (Sant Pere de Ribes, Garraf, 13 d'abril de 1985) és una jugadora de corfbol catalana.
Va començar a jugar al Club Korfbal Les Roquetes i la temporada 2006-07 va fitxar pel Club Esportiu Vilanova i la Geltrú. En la seva primera temporada va ser la màxima anotadora de la Lliga i va aconseguir el subcampionat de Lliga catalana. Va repetir el subcampionat de Lliga les dues temporades següent i el 2010 va guanyar una Copa Catalunya. En competicions europeus, va aconseguir un subcampionat de l'Europa Shield el 2009. Internacional amb la selecció catalana de corfbol en categoria sub-21 i universitària, amb l'absoluta va aconseguir l'European Bowl de 2005 i va participar al Campionat d'Europa de 2006.

## Palmarès
Clubs
- 1 Copa Catalunya de corfbol: 2009-10

Selecció catalana
- 1 medalla d'or a l'European Bowl de corfbol: 2005